# Rodrigo Martins
Rodrigo Miguel Forte Paes Martins (Faro, 15 settembre 1998) è un calciatore portoghese, attaccante del Lourosa.

## Carriera
Ha iniziato la sua carriera nel Loures, nella terza divisione portoghese. In seguito ha giocato in seconda divisione, vestendo le maglie di Cova da Piedade, Covilhã e Mafra. Il 20 gennaio 2022 è stato acquistato dall'Estoril Praia, che lo ha lasciato in prestito al Mafra fino al termine della stagione. Ha esordito con l'Estoril Praia il 6 agosto successivo, in occasione dell'incontro di Primeira Liga vinto 2-0 contro il Famalicão, mentre il 19 agosto ha segnato la sua prima rete con la squadra e in campionato, nel pareggio interno per 2-2 contro il Rio Ave.

## Statistiche

### Presenze e reti nei club
Statistiche aggiornate al 26 agosto 2022.
| Stagione               | Squadra                | Campionato             | Campionato | Campionato | Coppe nazionali | Coppe nazionali | Coppe nazionali | Coppe continentali | Coppe continentali | Coppe continentali | Altre coppe | Altre coppe | Altre coppe | Totale | Totale |
| Stagione               | Squadra                | Comp                   | Pres       | Reti       | Comp            | Pres            | Reti            | Comp               | Pres               | Reti               | Comp        | Pres        | Reti        | Pres   | Reti   |
| ---------------------- | ---------------------- | ---------------------- | ---------- | ---------- | --------------- | --------------- | --------------- | ------------------ | ------------------ | ------------------ | ----------- | ----------- | ----------- | ------ | ------ |
| 2017-2018              | Loures                 | CdP                    | 30         | 6          | CP              | 0               | 0               |                    | -                  | -                  |             | -           | -           | 30     | 6      |
| 2018-2019              | Cova da Piedade        | LdH                    | 22         | 0          | CP+CdL          | 3+1             | 1+0             |                    | -                  | -                  |             | -           | -           | 26     | 1      |
| 2019-gen. 2020         | Cova da Piedade        | LdH                    | 3          | 0          | CP+CdL          | 0               | 0               |                    | -                  | -                  |             | -           | -           | 3      | 0      |
| Totale Cova da Piedade | Totale Cova da Piedade | Totale Cova da Piedade | 25         | 0          |                 | 4               | 1               |                    | -                  | -                  |             | -           | -           | 29     | 1      |
| gen.-giu. 2020         | Covilhã                | LdH                    | 6          | 0          | CP+CdL          | -               | -               |                    | -                  | -                  |             | -           | -           | 6      | 0      |
| 2020-2021              | Mafra                  | LdH                    | 31         | 2          | CP+CdL          | 1+1             | 0               |                    | -                  | -                  |             | -           | -           | 33     | 2      |
| 2021-2022              | Mafra                  | LdH                    | 30         | 3          | CP+CdL          | 6+1             | 2+0             |                    | -                  | -                  |             | -           | -           | 37     | 5      |
| Totale Mafra           | Totale Mafra           | Totale Mafra           | 61         | 5          |                 | 9               | 2               |                    | -                  | -                  |             | -           | -           | 70     | 7      |
| 2022-2023              | Estoril Praia          | PL                     | 4          | 1          | CP+CdL          | 0               | 0               |                    | -                  | -                  |             | -           | -           | 4      | 1      |
| Totale carriera        | Totale carriera        | Totale carriera        | 126        | 12         |                 | 13              | 3               |                    | -                  | -                  |             | -           | -           | 139    | 15     |